# Lonar
Lonar là một thành phố và là nơi đặt hội đồng đô thị (municipal council) của quận Buldana thuộc bang Maharashtra, Ấn Độ.

## Địa lý
Lonar có vị trí 19°59′B 76°32′Đ / 19,98°B 76,53°Đ Nó có độ cao trung bình là 563 mét (1847 feet).

## Nhân khẩu
Theo điều tra dân số năm 2001 của Ấn Độ, Lonar có dân số 20.082 người. Phái nam chiếm 52% tổng số dân và phái nữ chiếm 48%. Lonar có tỷ lệ 66% biết đọc biết viết, cao hơn tỷ lệ trung bình toàn quốc là 59,5%: tỷ lệ cho phái nam là 74%, và tỷ lệ cho phái nữ là 58%. Tại Lonar, 16% dân số nhỏ hơn 6 tuổi.